# Pietroasa (okręg Bihor)
Pietroasa – wieś w Rumunii, w okręgu Bihor, w gminie Pietroasa. W 2011 roku liczyła 818 mieszkańców.